# المستجيبون الأوائل
المستجيبون الأوائل (بالكورية: 소방서 옆 경찰서)؛ هو مسلسل تلفزيوني كوري جنوبي، من بطولة كيم راي وون، سون هو جون وغونغ سونغيون. عرض الموسم الاول على قناة إس بي إس من 12 نوفمبر الى 30 ديسمبر 2022 . تم بثه كل يوم الجمعة والسبت (باستثناء الحلقة 1)، في تمام الساعة 22:00 (KST). كما انه يتاح على ديزني+ عالمياً. عرض الموسم الثاني في 4 أغسطس الى 9 سبتمبر 2023 ، بث كل يومي الجمعة والسبت الساعة 22:00 (KST).

## القصة
تدور القصة حول العمليات المشتركة للشرطة التي تضبط المجرمين وإدارة الإطفاء التي تقوم بإطفاء الحرائق.

## طاقم

### رئيسي
- كيم راي وون في دور جين هو جاي، محقق فريق المباحثات بالشرطة[9]
- سون هو جون في دور بونغ دو جين، يعمل في الإطفاء في محطة مطافئ تايوون (فاير بريدج) حاليًا كمحقق حرائق.[10]
- جونغ سيونغ يون في دور سونج سول، طبيبة (مكافح إطفاء) من محطة مطافئ داي وون. طبيبة تهتم حتى بأصغر الجروح التي تجلب الدموع والنوم.[11]

### دور داعم
- جونغ جين وو في دور تشوي كي سو، عامل إنقاذ في محطة إطفاء داي وون. لكن قلبه أنعم من أي شخص آخر.[12]
- جي وو بدور بونغ آن نا[13]
- كانغ كي دونغ في دور جونغميونج بيل، إنه الرقيب الأكثر موهبة والذي يتمتع بخفة حركة كبيرة وعلاقات جيد.[14]
- سون جي-يون في دور يون هونغ، ضابطة الطب الشرعي في غرفة التشريح.[15]
- جو سونغ يون في دور جين تشول جونغ، مدعي العام بمكتب الادعاء العام للمنطقة الشرقية.[16]
- سيو هيون-تشول في دور بايك تشام، رئيس قسم التحقيق في مركز شرطة داي وون.[16]
- وو مي-هوا في دور دوك دو سون، قائدة محطة الإطفاء داي وون.[16]

### الموسم 2
- بايك يون هاي في دور وو سام سون[17]

## المشاهدات
| الموسم | الموسم | رقم الحلقة | رقم الحلقة | رقم الحلقة | رقم الحلقة | رقم الحلقة | رقم الحلقة | رقم الحلقة | رقم الحلقة | رقم الحلقة | رقم الحلقة | رقم الحلقة | رقم الحلقة | المتوسط     |
| الموسم | الموسم | 1          | 2          | 3          | 4          | 5          | 6          | 7          | 8          | 9          | 10         | 11         | 12         | المتوسط     |
| ------ | ------ | ---------- | ---------- | ---------- | ---------- | ---------- | ---------- | ---------- | ---------- | ---------- | ---------- | ---------- | ---------- | ----------- |
|        | 1      | 1.619      | 1.836      | 1.685      | 1.447      | 1.487      | 1.933      | 1.678      | 1.635      | 1.743      | 1.531      | 1.907      | 1.959      | 1.705       |
|        | 2      | 1.399      | 1.084      | 1.273      | 1.261      | 1.332      | 1.162      | 1.213      | 1.122      | 1.098      | 1.392      | 1.451      | 1.865      | ستُعلن لاحقًا |

### الموسم الأول
| 1     | 12 نوفمبر 2022 | 7.6%  | 7.8%  |
| 2     | 18 نوفمبر 2022 | 9.4%  | 10.0% |
| 3     | 19 نوفمبر 2022 | 8.5%  | 9.0%  |
| 4     | 25 نوفمبر 2022 | 7.6%  | 7.6%  |
| 5     | 26 نوفمبر 2022 | 7.5%  | 7.8%  |
| 6     | 2 ديسمبر 2022  | 9.4%  | 9.8%  |
| 7     | 3 ديسمبر 2022  | 8.4%  | 8.9%  |
| 8     | 9 ديسمبر 2022  | 8.2%  | 8.5%  |
| 9     | 10 ديسمبر 2022 | 8.2%  | 8.7%  |
| 10    | 16 ديسمبر 2022 | 7.7%  | 8.2%  |
| 11    | 23 ديسمبر 2022 | 9.7%  | 10.4% |
| 12    | 30 ديسمبر 2022 | 10.3% | 10.9% |
| متوسط | متوسط          | 8.5%  | 8.9%  |

### الموسم الثاني
| متوسط تقييمات مشاهدي التلفزيون (الموسم الثاني) | متوسط تقييمات مشاهدي التلفزيون (الموسم الثاني) | متوسط تقييمات مشاهدي التلفزيون (الموسم الثاني) | متوسط تقييمات مشاهدي التلفزيون (الموسم الثاني) | متوسط تقييمات مشاهدي التلفزيون (الموسم الثاني) |
| حلقات                                          | تاريخ الث                                      | تقييمات "نيلسن كوريا"                          | تقييمات "نيلسن كوريا"                          |                                                |
| حلقات                                          | تاريخ الث                                      | على الصعيد الوطني                              | سيئول                                          |                                                |
| ---------------------------------------------- | ---------------------------------------------- | ---------------------------------------------- | ---------------------------------------------- | ---------------------------------------------- |
| 1                                              | 4 أغسطس 2023                                   | 7.1%                                           | 7.5%                                           |                                                |
| 2                                              | 5 أغسطس 2023                                   | 5.1%                                           | 5.4%                                           |                                                |
| 3                                              | 11 أغسطس 2023                                  | 6.5%                                           | 6.7%                                           |                                                |
| 4                                              | 12 أغسطس 2023                                  | 6.0%                                           | 6.1%                                           |                                                |
| 5                                              | 18 أغسطس 2023                                  | 6.3%                                           | 6.5%                                           |                                                |
| 6                                              | 19 أغسطس 2023                                  | 6.1%                                           | 6.0%                                           |                                                |
| 7                                              | 25 اغسطس 2023                                  | 6.2%                                           | 6.5%                                           |                                                |
| 8                                              | 26 أغسطس 2023                                  | 6.3%                                           | 6.6%                                           |                                                |
| 9                                              | 1 اغسطس 2023                                   | 5.5%                                           | 5.7%                                           |                                                |
| 10                                             | 2 اغسطس 2023                                   | 6.5%                                           | 6.4%                                           |                                                |
| 11                                             | 8 سبتمبر 2023                                  | 8.0%                                           | 7.8%                                           |                                                |
| 12                                             | 9 سبتمبر 2023                                  | 10.3%                                          | 10.9%                                          |                                                |
| متوسط                                          | متوسط                                          | 8.5%                                           | 8.9%                                           |                                                |

## الإنتاج

### صناعة
في 5 يناير 2022 ، أعلن عن أن المسلسل سيحتوي على موسمين، سيكون كل موسم من 12 حلقة بمجموع 24 حلقة. من المقرر أن يبدأ عرض الموسم الأول في عام 2022 ، والموسم الثاني في عام 2023. المسلسل من تخطيط قسم الدراما اس بي اس (استوديو إس)، وانتاج بتعاون مع فريق شركة ميجا مونستر. ومن كتابة مين جي يون التي كتبت سلسلة التحقيق والجريمة ثنائي التحقيق (2018-19).

### طاقم
في 24 يناير 2022 ، تم التأكيد على أن الممثلين كيم راي وون، سون هو جون وجونغ سيونغ يون لدور البطولة.

### التصوير
في 3 مارس 2022 ، أفيد أن لي هيم تشان، الذي كان يعمل كمنتج للمسلسل، قد توفي في 30 يناير، واشتكت عائلته من أن ذلك كان بسبب ضغط العمل الشاق.
تم استئناف تصوير الدراما منذ شهر مايو 2022.

### الإصدار
في الاصل، كان من المقرر عرض المسلسل في النصف الاول من عام 2022 ، ولكن تم تأجيله إلى النصف الثاني من العام.
كان من المقرر عرضه على قناة إس بي إس تي في في 11 نوفمبر 2022 ولكن بسبب إلغاء العرض، ستبث أول حلقة يوم 12 نوفمبر، والمقرر عرض الموسم الثاني في النصف الثاني من عام 2023.

## روابط خارجية
- الموقع الرسمي
 (بالكورية) (الموسم 1)
- الموقع الرسمي
 (بالكورية) (الموسم 2)
- المستجيبون الأوائل على موقع IMDb (الإنجليزية)
- المستجيبون الأوائل على موقع قاعدة بيانات الفيلم (الإنجليزية)
- المستجيبون الأوائل على هانسينما (الموسم 1)
- المستجيبون الأوائل على هانسينما (الموسم 2)